# Gerd Steffens
Gerd Steffens (* 1942 in Alf/Mosel) ist ein deutscher Pädagoge und Gesellschaftswissenschaftler mit dem Schwerpunkt Didaktik der Politischen Bildung. Er ist Universitätsprofessor im Ruhestand.

## Leben und Werdegang
Gerd Steffens studierte in den 1960er Jahren Germanistik, Politik, Geschichte, Philosophie und Pädagogik in Hamburg und Heidelberg. Er engagierte sich in der studentischen Politik, u. a. im Collegium Academicum und als Vorsitzender des AStA der Universität Heidelberg. Nach dem Referendariat für das gymnasiale Lehramt war er von 1972 bis 1978 und von 1984 bis 1998 an hessischen Gesamtschulen tätig und nahm Lehraufträge an der TH/Universität Darmstadt wahr. Von 1978 bis 1984 war er am Institut für Pädagogik der TH Darmstadt für die schulpraktischen Studien zuständig. 1984 promovierte er bei Hans-Jochen Gamm und Gernot Koneffke mit einer Arbeit über die pädagogischen und politisch-gesellschaftlichen Auseinandersetzungen um die Lehrplanreformen und ihre Bildungsziele.
Als Universitätsprofessor im Fachbereich Gesellschaftswissenschaften der Universität Kassel leitete Gerd Steffens von 1998 bis 2007 das Fachgebiet für Didaktik der Sozialkunde/Politische Bildung. Er ist seit 2007 im Ruhestand und publiziert weiterhin zu Themen der Pädagogik und der Politischen Bildung.

## Wirken
Seit Beginn seiner Lehrtätigkeit an hessischen Schulen war Gerd Steffens in die damaligen Schulreformen involviert und wirkte durch Leitung von Fortbildungsveranstaltungen an der Erneuerung der Lehrpläne im Bereich Politische Bildung (Hessische Rahmenrichtlinien für Gesellschaftslehre (1972)) mit. Die „ausgeprägt kooperative Praxis“ dieses Tätigkeitsfeldes bildete für ihn ein „produktive(s) Laboratorium didaktischer Ideen“.
Neben seinen Lehrtätigkeiten an Schulen und Hochschulen publizierte Steffens zu theoretischen und unterrichtspraktischen Fragen der Pädagogik und historisch-politischer Bildung und war  viele Jahre an der Fortbildung für Lehrpersonen und der Erarbeitung von Lehrplänen, Unterrichtsmaterialien und Schulbüchern beteiligt.
Zusammen mit Thomas Lange edierte er zwei Bände zur Geschichte des Nationalsozialismus, die die langjährigen Erträge der Unterrichts- und Forschungsarbeit beider Autoren zu diesem Schlüsselthema der historisch-politischen Bildung festhielten. Einen zweiten Schwerpunkt seiner Arbeit bildet seit 2008 die Frage, wie Gesellschaften aus Krisen lernen können und welchen Beitrag die Politische Bildung dazu leisten kann. Steffens war von 2001 bis 2021 Mitherausgeber und ist weiterhin Autor des Jahrbuchs für Pädagogik. Von 2003 bis 2010 amtierte er als Vorsitzender der Deutschen Vereinigung für Politische Bildung, Landesverband Hessen und war Redakteur der Zeitschrift POLIS. Er ist Mitinitiator der Frankfurter Erklärung für eine kritisch-emanzipatorische politische Bildung vom Juni 2015.
Als Resümee seiner langjährigen theoretischen und praktischen Arbeit hielt er 2016 in einem Interview fest, politische Bildung habe ihre Aufgabe erfüllt, wenn es gelinge, „die immer vorhandene Welt-Neugier der Kinder und Jugendlichen in ein Interesse an der politischen Gestaltbarkeit und Gestaltung der Welt zu verwandeln“.
Die Erkrankung seiner Frau, mit der er seit 1971 verheiratet war, führte ihn seit 2010 zu einer intensiven Beschäftigung mit Fragen des Alterns und der Demenz. Über den gemeinsamen „Lebensversuch mit Demenz“ bis zu ihrem Tod 2020 hat er in einem Buch 2023 berichtet.

## Schriften (Auswahl)

### Monographien/Herausgeberschaften
- Ein Lebensversuch mit Demenz. Bericht über K. Mit einem Geleitwort von Thomas Fuchs. Stuttgart 2023

- mit Benedikt Widmaier (Hrsg.): Politische Bildung nach Auschwitz. Erinnerungsarbeit und Erinnerungskultur heute. Schwalbach/Ts. 2015.

- mit Thomas Lange: Der Nationalsozialismus. Bd. 1: Staatsterror und Volksgemeinschaft. 1933 – 1939. Fundus Quellen für den Geschichtsunterricht. Schwalbach/Ts 2009.

- mit Thomas Lange: Der Nationalsozialismus. Bd. 2: Volksgemeinschaft, Holocaust und Vernichtungskrieg. 1939–1945. Fundus Quellen für den Geschichtsunterricht. Schwalbach/Ts 2011.

- mit Edgar Weiß (Red.): Menschenrechte und Bildung. Jahrbuch für Pädagogik 2011. Frankfurt 2011.

- als Hrsg.: Politische und ökonomische Bildung in Zeiten der Globalisierung. Münster 2007.

- mit Wolfgang Keim (Hrsg.): Bildung und gesellschaftlicher Widerspruch. Hans-Jochen Gamm und die deutsche Pädagogik seit dem zweiten Weltkrieg. Frankfurt a. M. 2006.

- mit Edgar Weiß (Red.): Globalisierung und Bildung. Jahrbuch für Pädagogik 2004. Frankfurt 2004.

- mit Detlef Sack (Hrsg.): Gewalt statt Anerkennung? Aspekte des 11.9.2001 und seiner Folgen. Frankfurt 2003.

- Der neue Irrationalismus in der Bildungspolitik. Zur pädagogischen Gegenreform am Beispiel der hessischen Rahmenrichtlinien. Frankfurt/New York 1984.

### Aufsätze/Beiträge (Auswahl)
- mit Ulrich Brand: Krise und gesellschaftliche Transformation. Neue Perspektiven für die politische Bildung in Zeiten des Klimanotstands. In: Polis. Report der Deutschen Vereinigung für Politische Bildung. 1/2024. S. 11–14

- Imperiale Lebensweise, politische Bildung und ‚neue Materialismen‘. In: Lara Kierot/Ulrich Brand/Dirk Lange (Hrsg.): Solidarität in Zeiten multipler Krisen. Imperiale Lebensweise und Politische Bildung. Wiesbaden 2023. S. 187–196

- Die Gunst der Stunde – Junge Lehrer*innen und ihre Pädagogik Anfang der siebziger Jahre. In: Alex Wohnig (Hrsg.): Politische Bildung als politisches Engagement. Festschrift für Frank Nonnenmacher. Frankfurt 2021. S. 36–52

- mit Ulrich Brand: Klimakrise und gesellschaftliches Lernen. In: Agnieszka Czejkowska/Susanne Spieker (Red.): Innere Sicherheit. Jahrbuch für Pädagogik 2019. Berlin 2021. S. 17–39

- Geschichte als Denkform – Koneffkes Bildungstheorie und der Oedelsheimer Kreis. In: Katharina Herrmann/Harald Bierbaum (Hrsg.): Genesis und Geltung der Materialistischen Pädagogik Gernot Koneffkes. Hohengehren, Baltmannsweiler 2019. S. 99–119

- Demos oder Ethnos? – Warum eine alte Frage heute zurückkehrt. In: Andreas Eis/Clair Moulin-Doos (Hrsg.): Kritische Politische Europabildung – Die Vielfachkrise Europas als kollektive Lerngelegenheit. Immenhausen b. Kassel 2018. S. 106–117

- Transformationskrisen, Öffentlichkeit und politisches Lernen. In: Ulrich Brand/Helen Schwenken/Joscha Wullweber (Hrsg.): Globalisierung analysieren, kritisieren und verändern. Das Projekt kritische Wissenschaft. Christoph Scherrer zum 60. Geburtstag. Hamburg 2016. S. 225–235

- „Gerade die Aufmerksamkeit aufs Subjekt fordert – so ist heute zu betonen – eine an der Welt interessierte politische Bildung.“ In: Kerstin Pohl (Hrsg.): Positionen der politischen Bildung 2. Interviews zur Politikdidaktik. Schwalbach/Ts. 2016. S. 68–85

- Krise und gesellschaftliches Lernen. Jahrbuch für Pädagogik 2013: Krisendiskurse. Frankfurt a. M. 2013. S. 41–51

- Politische Bildung in einer Welt der Umbrüche und Krisen. In: politische Bildung in der Weltgesellschaft. Hrsg. Wolfgang Sander u. Annette Scheunpflug.Bonn 2011. S. 385–398

- Autonomie oder Identifikation? – Zwei Modelle der Universalisierung der Holocaust-Erinnerung. In: Jens Birkmeyer (Hrsg.): Holocaust-Literatur und Deutschunterricht. Hohengehren 2008. S. 15–25

- Vom „kommunikativen Beschweigen“ zur „Ergreifung des Worts“. Anmerkungen zur Diskursgeschichte der Nachkriegszeit. In: Jahrbuch für Pädagogik 2009: Entdemokratisierung und Gegenaufklärung. Frankfurt 2009. S. 15–40

- Ist der homo oeconomicus gesellschaftsfähig? – Denkansätze der Ökonomie und politische Bildung. In: Politische und ökonomische Bildung in Zeiten der Globalisierung. Hrsg. v. Gerd Steffens. Münster 2007. S. 258–274

- Der Weltbürger als Untertan. Zur Innenseite des imperialen Unilateralismus, In: Blätter für deutsche und internationale Politik 11/2003. S. 1333–1341

- Öffentlichkeitsverlust. Beobachtungen und Überlegungen zu einem aktuellen Problem der politischen Bildung. In: Gegenwartskunde 1996. S. 531–540

- Ausgrenzung, Verfolgung, Enteignung, Deportation, Vernichtung. Die Leidensgeschichte der jüdischen Bevölkerung im Gebiet des heutigen Landkreises Darmstadt-Dieburg 1933–1945. In: „L’chajim“ – Die Geschichte der Juden im Landkreis Darmstadt-Dieburg. Hrsg. Landkreis Darmstadt-Dieburg. Hrsg. v. Thomas Lange. Reinheim 1997. S. 169–270

- Wer nur versteht, versteht zu wenig. Eine Auseinandersetzung mit der Forderung nach „Historisierung des Nationalsozialismus“. In: Politische Pädagogik. Beiträge zur Humanisierung der Gesellschaft. Hrsg. Friedhelm Zubke. Weinheim 1990. S. 153–177.